# Scopula rudisaria
Scopula rudisaria là một loài bướm đêm trong họ Geometridae.